# Бобосовка
Бобосовка — деревня в Вяземском районе Смоленской области России. Входит в состав Новосельского сельского поселения. Население — 11 жителей (2007). 
Расположена в восточной части области в 11 км к северо-востоку от Вязьмы, в 4 км севернее автодороги М1 «Беларусь». В 2,5 км западнее деревни расположена железнодорожная станция Подъёлки на линии Москва — Минск. 

## История
В годы Великой Отечественной войны деревня была оккупирована гитлеровскими войсками в октябре 1941 года, освобождена в марте 1943 года. 

## Официальный сайт деревни
www.bobosovka.ru